# Guyot (cràter)

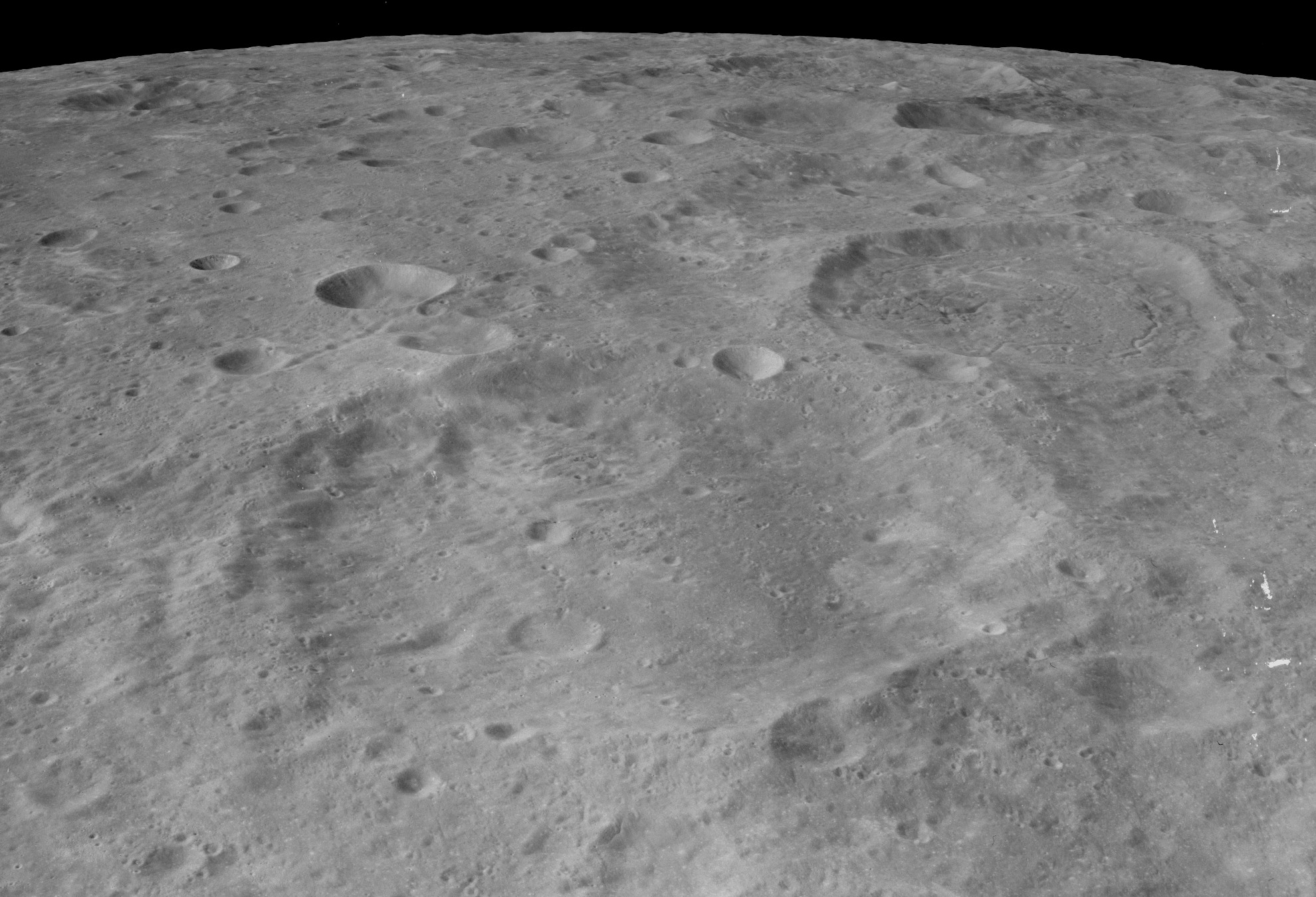
Vista obliqua de Guyot (center al fons) i Kostinskiy. Fotografia de la missió Apol·lo 16

Guyot és un cràter d'impacte situat a la cara oculta de la Lluna, separat del cràter Kostinskiy al nord-est per tan sols uns pocs quilòmetres de terreny accidentat. A l'oest-sud-oest s'hi troba el cràter Lobachevskiy i cap a l'est-sud-est s'hi troba Ostwald.
Es tracta d'un cràter desgastat i erosionat amb la forma de la vora exterior una miqueta distorsionada a causa d'impactes pròxims. Diversos cràters petits apareixen al llarg del brocal. El sòl interior està marcat per successius impactes, en particular sobre la formació erosionada que ocupa la porció occidental del costat nord.
Abans de ser denominat Guyot el 1970 per la UAI, era conegut com a cràter 208.

## Cràters satèl·lit
Per convenció, aquests elements són identificats als mapes lunars posant la lletra al costat del punt mitjà del cràter que està més prop de Guyot.